# 恭城县
恭城县，中国古旧县名。
唐朝武德四年（621年）置，治所在今广西壮族自治区恭城瑶族自治县东南。先后属乐州和昭州。北宋太平兴国元年（976年）迁治龙渚市，南宋景定五年（1264年）迁回原址。元朝时属平乐府。明朝成化十三年（1477年）治今址，仍属平乐府。1990年撤销，改设恭城瑶族自治县。